# Кольонія-Бодзановська
Кольонія-Бодзановська (пол. Kolonia Bodzanowska) — село в Польщі, у гміні Закшево Александровського повіту Куявсько-Поморського воєводства.
Населення — 240 осіб (2011).
У 1975-1998 роках село належало до Влоцлавського воєводства.

## Демографія
Демографічна структура станом на 31 березня 2011 року:
|          | Загалом | Допрацездатний вік | Працездатний вік | Постпрацездатний вік |
| -------- | ------- | ------------------ | ---------------- | -------------------- |
| Чоловіки | 122     | 24                 | 80               | 18                   |
| Жінки    | 118     | 21                 | 62               | 35                   |
| Разом    | 240     | 45                 | 142              | 53                   |